# Paul Oyuga
Paul Mbuya Oyuga (Nairobi, 7 aprile 1973) è un ex calciatore keniota, di ruolo attaccante.

## Carriera

### Club
Oyuga giocò per Leopards e Connecticut Wolves, prima di passare agli svedesi dell'Örebro. Debuttò il 30 luglio 2001, nel pareggio per 3-3 contro l'Helsingborg. Il 12 agosto segnò la prima rete, nel 5-3 inflitto al Norrköping.
Nel 2004 passò al Bryne. Esordì nel pareggio a reti inviolate contro lo Hødd, il 18 aprile. Il 2 maggio segnò la prima rete, nel 4-1 inflitto al Raufoss. Nel 2008, passò al Sandnes Ulf. Debuttò in squadra il 6 aprile, nel pareggio per 1-1 contro il Moss. Nell'incontro seguente, datato 12 aprile, segnò nella sconfitta per 2-1 in casa del Sandefjord.
Nel 2010 passò all'Ålgård, formazione in cui chiuse la carriera l'anno successivo.

### Nazionale
Oyuga giocò 9 partite per il Kenya, con 3 reti all'attivo.

## Palmarès

### Individuale
- Capocannoniere della 1. divisjon: 1

2004 (19 reti)